# Klinik Linde
Die Klinik Linde ist ein Spital in Biel im Kanton Bern in der Schweiz. Sie steht auf der Spitalliste des Kantons Bern. Seit Juni 2017 ist sie Teil der Hirslanden-Gruppe. Im Geschäftsjahr 2023/24 wurden an der Klinik 6'297 stationäre Patienten und Patientinnen von 143 Fachärzten und Fachärztinnen behandelt.

## Geschichte
Gegründet wurde die Klinik Linde 1950 durch eine Gruppe von jungen Ärzten. Im Jahr 1954 wurde sie mit 41 Zimmern für 50 Patienten sowie 3 Kinderzimmern mit 14 Babybetten eröffnet. Seit Juni 2017 gehört die Klinik Linde zur Hirslanden-Gruppe.

## Kennzahlen
In der Klinik Linde sind 527 Mitarbeitende und Auszubildende sowie 143 Belegärzte und angestellte Ärzte und Ärztinnen tätig. Die Klinik Linde verfügt über 107 stationäre Betten, ein Ambulatorium (Tagesklinik) mit Eintrittsklinik, ein Notfallzentrum, eine Intermediate-Care-Abteilung, sechs Operationssäle sowie eine Physiotherapie, ein Radiologie-, ein Anästhesie- und ein Augenzentrum mit eigenem Operationssaal, zudem über ein von der Krebsliga Schweiz und der Schweizerischen Gesellschaft für Senologie zertifiziertes Brustzentrum und ein Dialysezentrum. Im Geschäftsjahr 2023/24 wurden in der Klinik Linde 6'297 stationäre Patientinnen und Patienten behandelt, und 11'835 Patientinnen und Patienten haben das Notfallzentrum aufgesucht. Im selben Zeitraum kamen 631 Kinder in der Klinik zur Welt.

## Fachgebiete
Die Schwerpunkte liegen auf den medizinischen Fachgebieten Allgemeine Innere Medizin, Orthopädie, Allgemeine und Bauchchirurgie, Wirbelsäulenchirurgie, Gynäkologie und Geburtshilfe sowie Onkologie.
| Orthopädie/Sportmedizin       | 1219 |
| Gynäkologie/Geburtshilfe      | 1154 |
| Chirurgie/Viszeralchirurgie   | 1152 |
| Innere Medizin                | 0719 |
| Urologie                      | 0106 |
| Neurochirurgie                | 0384 |
| Onkologie/Hämatologie         | 0244 |
| Oto-Rhino-Laryngologie (ORL)  | 059  |
| Handchirurgie                 | 0425 |
| Angiologie/Gefässchirurgie    | 0405 |
| Gastroenterologie             | 0135 |
| Plastische Chirurgie          | 0123 |
| Kiefer- und Gesichtschirurgie | 092  |
| Übrige Fachbereiche           | 080  |